# Сарай (Апшеронский район)
Сарай (азерб. Saray) — посёлок в Апшеронском районе Азербайджана. Расположен в 10 км от узловой железнодорожной станции Сумгаит.

## История
В XVIII веке на месте нынешнего посёлка располагалось село Сарай, в котором находился гарнизон из нукеров кубинского хана.
Исследователь Баку К. Спасский-Автономов оставил такие сведения об Сараи:

Не в дальнем расстоянии от Джората, на возвышенном месте, к югу, разбросано селение Сараи, богатое землею для хлебопашества и скотоводства; оно славится своими дынями.

## Общие сведения
Статус посёлка городского типа с 1967 года.
В 1970-х годах был построен автомобильный мост, связывающий посёлок с г. Сумгаит. В декабре 2024 года начат демонтаж моста из-за его ветхого состояния. Будет построен новый мост длиной 100 м. с 6 пролётами.

## Население
Согласно «Кавказскому календарю» на 1856 год Сарай населяли «татары»-шииты (азербайджанцы-шииты), которые между собой говорили по-«татарски» (то есть по-азербайджански).
По статистическим данным 1893 года, этнический состав Сараи составляли таты.
| 1970 | 1979 | 1989 | 2011   |
| ---- | ---- | ---- | ------ |
| 2778 | 5732 | 8720 | 18 700 |

Уроженцами посёлка Сарай являются
- Вели Ахундов, советский партийный и государственный деятель
- Микаи́л Алекпе́ров, участник Великой Отечественной войны, Герой Советского Союза
- Алиев Вахаб, азербайджанский академик, учёный-химик
- Асланов Новруз Мамедкули оглы (1913—1942) —  комиссар полка 396-й Таманской стрелковой дивизии. Погиб в боях за Керченский пролив[источник не указан 2149 дней].

## Достопримечательности
В посёлке расположена мечеть XIX века «Гаджи-Бадал».